# لارس كروز
لارس كروز (بالدنماركية: Lars Kruse)‏ هو صياد سمك دنماركي، ولد في 5 يونيو 1828، وتوفي في 9 مارس 1894 بسبب غرق.